# Serrat de les Pedrusques
El Serrat de les Pedrusques és una serra situada al municipi d'Urús, a la comarca de la Baixa Cerdanya, amb una elevació màxima de 2.537 metres.